# Jindřich Lidický
Jindřich Lidický (9. prosince 1937 Kladno – 15. srpna 1991) byl český lední hokejista a trenér. Patřil k tzv. obojživelníkům, nejvyšší soutěž hrál rovněž ve fotbale. Jeho syn Jindřich Lidický ml. (* 8. ledna 1962) se také věnuje lednímu hokeji (trenér a bývalý hráč).

## Hokejová kariéra
V nejvyšší soutěži hrál za Baník/SONP Kladno (1955–1958 a 1960–1970), Duklu Jihlava (1958–1960) a Motor České Budějovice (1970–1971). V sezoně 1959/60 byli společně s Jaroslavem Volfem na děleném 4. místě nejlepších střelců ročníku s 20 brankami. V Kladně byl členem útoku Vimmer – Karas – Lidický. Přišel o první kladenský titul v ročníku 1958/59, jelikož během základní vojenské služby nastupoval za jihlavskou Duklu. Za Kladno dal 190 prvoligových branek ve 354 startech.
V sezoně 1982/83 vedl Kladno jako hlavní trenér po odvolaném Františku Pospíšilovi (od 27. října 1982). V ročníku 1984/85 zvítězil s mužstvem PS Poprad v I. SNHL. V následné kvalifikaci o postup do nejvyšší soutěže Poprad neuspěl.

## Fotbalová kariéra
V československé lize nastoupil jednou za Baník Kladno a vstřelil jednu prvoligovou branku, která byla zároveň vítězná. Toto utkání se hrálo v sobotu 1. září 1956 v Kladně proti Dynamu Žilina.

### Ligová bilance
| Ročník             | Zápasy | Góly | Minuty | Klub         |
| ------------------ | ------ | ---- | ------ | ------------ |
| I. liga 1956       | 1      | 1    | 90     | Baník Kladno |
| CELKEM I. ČS. LIGA | 1      | 1    | 90     |              |